# Kerstin Droß-Krüpe
Kerstin Droß-Krüpe (* 1979) ist eine deutsche Althistorikerin.
Kerstin Droß-Krüpe studierte von 1999 bis 2005  Alte Geschichte, Klassische Archäologie und Betriebswirtschaftslehre an der Universität Marburg. Von 2005 bis 2006 war sie als Grabungstechnikerin bei der Römisch-Germanischen Kommission des Deutschen Archäologischen Instituts, von 2006 bis 2013 dann als wissenschaftliche Mitarbeiterin am Seminar für Alte Geschichte der Universität Marburg tätig. Im Dezember 2010 wurde sie dort mit einer von Kai Ruffing betreuten Dissertation über die Textilproduktion im kaiserzeitlichen Ägypten im Fach Alte Geschichte promoviert. Von 2013 bis 2020 arbeitete Droß-Krüpe als wissenschaftliche Mitarbeiterin von Kai Ruffing an der Universität Kassel. 2020 erfolgte dort die Habilitation mit einer rezeptionsgeschichtlichen Studie über das Bild der Semiramis von der Antike bis in die Frühe Neuzeit, mit besonderer Berücksichtigung der Barockoper. 
Seit April 2021 war Droß-Krüpe Akademische Oberrätin auf Zeit an der Ruhr-Universität Bochum, im Wintersemester 2023/24 vertrat sie den Lehrstuhl von Sitta von Reden an der Albert-Ludwigs-Universität Freiburg, im Sommersemester 2024 war sie Gastprofessorin an der Universität Hamburg, im Wintersemester 2024/25 vertrat sie ebendort Kaja Harter-Uibopuu. Seit April 2025 ist Droß-Krüpe unbefristete Akademische Rätin an der Abteilung für Alte Geschichte der Universität zu Köln.
Droß-Krüpes Forschungsschwerpunkte sind vor allem die antike Wirtschafts- und Sozialgeschichte (Schwerpunkt römische Kaiserzeit), die historische Papyrologie, die Kontakte zwischen griechisch-römischer Welt und dem antiken ‚Orient‘ sowie Rezeptionsgeschichte.
Droß-Krüpe ist Mitherausgeberin der internationalen Fachzeitschrift Marburger Beiträge zur Antiken Handels-, Wirtschafts- und Sozialgeschichte (MBAH) sowie der Schriftenreihe Muziris, die sich der historischen Papyrologe sowie dokumentarischen Texten aus allen Bereichen der Altertumswissenschaften widmet.

## Veröffentlichungen (Auswahl)
Monographien
- Wolle – Weber – Wirtschaft. Die Textilproduktion der römischen Kaiserzeit im Spiegel der papyrologischen Überlieferung. Harrassowitz, Wiesbaden 2011 (zugleich: Dissertation, Universität Marburg 2010).
- Semiramis, de qua innumerabilia narrantur. Rezeption und Verargumentierung der Königin von Babylon von der Antike bis in die opera seria des Barock. Harrassowitz, Wiesbaden 2020 (zugleich: Habilitationsschrift, Universität Kassel 2020).

Herausgabe von Sammelbänden
- Textile Trade and Distribution in Antiquity. Textilhandel und -produktion in der Antike. Harrassowitz, Wiesbaden 2014.
- mit Sabine Föllinger, Kai Ruffing: Antike Wirtschaft und ihre kulturelle Prägung. The Cultural Shaping of the Ancient Economy. Harrassowitz, Wiesbaden 2016.
- mit Marie-Louise Nosch: Textiles, Trade and Theories. From the Ancient Near East to the Mediterranean. Ugarit, Münster 2016.
- Great Women on Stage. The Reception of Women Monarchs from Antiquity in Baroque Opera. Harrassowitz, Wiesbaden 2017.
- mit Kai Ruffing: Emas non quod opus est, sed quod necesse est. Festschrift für Hans-Joachim Drexhage zum 70. Geburtstag. Harrassowitz, Wiesbaden 2018.
- mit Kai Ruffing, Sebastian Fink, Robert Rollinger: Societies at War. Proceedings of the tenth Symposium of the Melammu Project held in Kassel September 26–28 2016 and Proceedings of the eight Symposium of the Melammu Project held in Kiel November 11–15 2014. Verlag der Österreichischen Akademie der Wissenschaften, Wien 2020.
- mit Kai Ruffing: Markt, Märkte und Marktgebäude in der antiken Welt. Harrassowitz, Wiesbaden 2022.